# Стенброгульт
Стенброгульт (швед. Stenbrohult) — церковне село у муніципалітеті Ельмгульт у повіті Крунуберг
У селі є церква, будинок пастора, церковна стайня, кілька селянських господарств та кілька житлових споруд.
У Стенброгульті провів своє дитинство Карл Лінней (1707—1778), творець єдиної системи рослинного та тваринного світу. Парафіяльними пасторами Стенброгульта були дід Карла Ліннея Самійло Бродерзоніус  (з 1688 по 1707), батько Миколай (Нільс) Інгемарссон Лінней (з 1709 по 1748) і брат Самійло Лінней (з 1749 по 17).
Стенброгульт розташований приблизно в центрі парафії, в районі східного берега Мекельна. Тут знаходиться церква Стенброгульта, священник, церковні стайні, кілька ферм і кілька вілл. Карл Лінней народився в резиденції міністра Росгульта. Поруч курортом розташований заповідник Стенброгульт